# Vuelta a España 2009
| Goldenes Trikot   | Alejandro Valverde | GCE | 87:22:37 h  |
| 02.               | Samuel Sánchez     | EUS | + 00:55 min |
| 03.               | Cadel Evans        | SIL | + 01:32 min |
| 04.               | Ivan Basso         | LIQ | + 02:12 min |
| 05.               | Ezequiel Mosquera  | XAC | + 04:27 min |
| 06.               | Robert Gesink      | RAB | + 06:40 min |
| 07.               | Joaquim Rodríguez  | GCE | + 09:08 min |
| 08.               | Paolo Tiralongo    | LAM | + 09:11 min |
| 09.               | Philip Deignan     | CTT | + 11:08 min |
| 10.               | Juan José Cobo     | FUJ | + 11:27 min |
| Grünes Trikot     | André Greipel      | THR | 150 P.      |
| 2.                | Alejandro Valverde | GCE | 111 P.      |
| 3.                | Daniele Bennati    | LIQ | 101 P.      |
| Bergtrikot        | David Moncoutié    | COF | 186 P.      |
| 2.                | David de la Fuente | FUJ | 99 P.       |
| 3.                | Julián Sánchez     | MCO | 73 P.       |
| Weißes Trikot     | Alejandro Valverde | GCE | 7 P.        |
| 2.                | Samuel Sánchez     | EUS | 17 P.       |
| 3.                | Ezequiel Mosquera  | XAC | 17 P.       |
| Teamwertung       | Xacobeo Galicia    | XAC | 261:57:19 h |
| 2.                | Caisse d’Epargne   | GCE | + 23:43 min |
| 3.                | Team Astana        | AST | + 31:39 min |
| Rote Rückennummer | Serafín Martínez   | XAC |             |

Die 64. Vuelta a España fand vom 29. August 2009 bis 20. September 2009 statt und war insgesamt 3263,7 Kilometer lang. Sie wurde vom spanischen Radprofi Alejandro Valverde gewonnen.
Das dreiwöchige Rad-Etappenrennen bestand aus 21 Etappen und wurde in den Niederlanden gestartet. Dies war nach 1997 der zweite Auslandsstart der Vuelta. Der Prolog wurde auf der Motorrad-Rennstrecke von Assen gefahren. In der dritten Etappe führte die Rundfahrt in der Nähe von Nijmegen über 26,5 Kilometer durch Deutschland. Die vierte Etappe führte nach Belgien und von dort ging es per Transfer am ersten Ruhetag nach Spanien. Die Rundfahrt beinhaltete u. a. zwei Zeitfahren und acht Bergetappen.

## Ausgangslage

### Teams
Von den 29 Radsportteams, die sich um eine Teilnahme am Rennen beworben hatten, wurden schließlich 21 eingeladen. Dabei fehlten von den UCI ProTeams nur Katjuscha und Fuji-Servetto. Das spanische Team Fuji erstritt sich aber vor dem Internationalen Sportgerichtshof das Teilnahmerecht und wurde nachträglich zugelassen.
Somit nahmen an der Vuelta 2009 folgende 17 ProTeams teil:
| - ag2r La Mondiale - Bbox Bouygues Télécom - Caisse d’Epargne - Équipe Cofidis - Euskaltel-Euskadi - Française des Jeux | - Fuji-Servetto - Garmin-Slipstream - Lampre-N.G.C. - Liquigas - Quick Step - Rabobank | - Silence-Lotto - Team Astana - Team Columbia-HTC - Team Milram - Team Saxo Bank |

und folgende 5 Professional Continental Teams:
- Andalucía-Cajasur
- Cervélo TestTeam
- Contentpolis-AMPO
- Vacansoleil
- Xacobeo Galicia

teil.

### Favoriten
Von den ersten Drei der letztjährigen Vuelta – Alberto Contador, Levi Leipheimer und Carlos Sastre – ist dieses Jahr, nachdem sie alle drei die Tour de France bestritten haben, kein einziger am Start. Dennoch ist das Starterfeld sehr gut besetzt. Am meisten Aufsehen verursachte sicher die Comebackankündigung des Dopingsünders Alexander Winokurow, der seine erste Grand Tour seit der Tour de France 2007 bestreitet. Ein weiterer des Dopings überführter Fahrer unter den Favoriten ist Ivan Basso, der in diesem Jahr bereits den Giro d’Italia bestritten hat. Seine erste Grand Tour dieses Jahres nimmt Alejandro Valverde in Angriff, da er in Italien gesperrt ist und auch die Tour de France 2009 durch Italien führte. Weitere Favoriten sind der Dritte der Vuelta 2007 Samuel Sánchez, der Vierte der Vuelta 2007 und Zweite der Tour de France 2008 Cadel Evans, der Fünfte der Vuelta 2007 und Vierte der Vuelta 2008 Ezequiel Mosquera sowie der Zweite des Giro 2007 und der Tour de France 2009 Andy Schleck. Außenseiterchancen könnten unter anderem Damiano Cunego, Roman Kreuziger, Igor Antón oder Robert Gesink haben.
| Fahrer     | Team | Vuelta 08 | Giro 09 | Tour 09 |
| ---------- | ---- | --------- | ------- | ------- |
| A. Schleck | SAX  | DNS       | DNS     | 2.      |
| Mosquera   | XAC  | 4.        | DNS     | DNS     |
| Basso      | LIQ  | DNS       | 5.      | DNS     |
| Valverde   | GCE  | 5.        | DNS     | DNS     |
| Gesink     | RAB  | 7.        | DNS     | DNF     |
| Kreuziger  | LIQ  | DNS       | DNS     | 9.      |
| Cunego     | LAM  | DNF       | 19.     | DNS     |
| Evans      | SIL  | DNS       | DNS     | 30.     |
| Antón      | EUS  | DNF       | DNS     | 66.     |
| Sánchez    | EUS  | DNS       | DNS     | DNS     |
| Winokurow  | AST  | DNS       | DNS     | DNS     |

## Rennverlauf
Fabian Cancellara gewann wie schon bei der diesjährigen Tour de France die erste Etappe und war erster Träger des goldenen Trikots. Da die darauffolgenden zwei Etappen beide im Massensprint entschieden wurden, konnte der Schweizer sein Trikot verteidigen.
Während der vierten Etappe gab es wegen Regens immer wieder kleine Stürze und kurz vor Ende der Etappe kam es dann zu einem Massensturz an der Spitze des Feldes, bei dem sich zwei Fahrer (Kišerlovski, Horner) Knochenbrüche zuzogen und infolgedessen die Tour beenden mussten. Bereits früher auf dieser Etappe war der Däne Jakob Fuglsang mit einem am Straßenrand geparkten Tankwagen kollidiert und hatte sich schwere Verletzungen am linken Schienbein zugezogen, die später genäht werden mussten, er konnte das Rennen jedoch fortsetzen. Von dem Massensturz konnten sieben Fahrer – allesamt Mitglieder der Teams Columbia und Quick Step – profitieren, von denen letztlich der Deutsche André Greipel den Sprint für sich entschied. Da der Sturz aber kurz nach der 3 km-Grenze passiert war, wurden die Gestürzten mit der Zeit des Etappensiegers gewertet und so behielt der ebenfalls in den Sturz verwickelte Cancellara die Gesamtführung auch am ersten Ruhetag.
Auch die erste Etappe auf spanischem Boden war wieder eine Sache für die Sprinter. Trotz stärkerer Konkurrenz als auf der vorangegangenen Etappe blieb André Greipel siegreich und übernahm damit dank der 20 Sekunden Zeitbonifikation, die er für den Etappensieg erhielt, die Gesamtführung von Cancellara.
Nach einer weiteren Sprintentscheidung auf der 6. Etappe behielt Greipel die Führung, bevor mit der 7. Etappe das zweite Einzelzeitfahren dieser Tour folgte. Dieses dominierte der Schweizer Fabian Cancellara mit über einer halben Minute Vorsprung auf den Zweitplatzierten David Millar und feierte damit seinen zweiten Etappensieg nach der 1. Etappe. Außerdem holte er sich mit diesem Sieg die Führung in der Gesamtwertung von Greipel, der über zwei Minuten verlor, zurück und führte dort nun mit über fünfzig Sekunden Vorsprung vor Tom Boonen und David Herrero.
Die 8. Etappe war die erste richtige Bergetappe, somit war es unwahrscheinlich, dass der Zeitfahrspezialist Cancellara das goldene Trikot verteidigen würde und auch sonst wurden größere Veränderungen im Gesamtklassement erwartet. Schon bald bildete sich eine Ausreißergruppe, der auch der letztjährige Gewinner der Bergwertung der Vuelta, David Moncoutié, angehörte. Diese Gruppe hatte zeitweise einen Vorsprung von über zwölf Minuten und wenige Kilometer vor dem Ziel sah Moncoutie, der nach und nach alle seine Mitstreiter hinter sich gelassen hatte, auch schon wie der sichere Sieger aus, ehe er überraschend noch von Damiano Cunego überholt wurde. Dieser hatte sich aus einer Verfolgergruppe mit Alejandro Valverde, Cadel Evans und Ivan Basso abgesetzt und gewann die Etappe schließlich deutlich vor Moncoutie. Das goldene Trikot des Gesamtführenden übernahm der Australier Evans zwei Sekunden vor Valverde und acht Sekunden vor Samuel Sánchez. Ein Mitfavorit auf den Gesamtsieg, Andy Schleck, musste während dieser Etappe wegen seit dem Vortag andauernden Magenkrämpfen das Rennen vorzeitig beenden.
Auf der 9. Etappe gab es den ersten spanischen Etappensieg dieser Vuelta durch Gustavo César Veloso. Er war bei der Bergankunft der Stärkste aus einer Ausreißergruppe und brachte 40 Sekunden Vorsprung auf die Favoriten ins Ziel. Hinter Marco Marzano sicherte sich Valverde den dritten Platz, indem er kurz vor dem Ziel seinen Landsmann David de la Fuente überholte und so mithilfe der 8 Sekunden Zeitbonifikation die Gesamtführung von Cadel Evans übernahm, der nur eine Sekunde nach ihm ins Ziel gekommen war.
Auch die 10. Etappe wurde von einer Ausreißergruppe entschieden. Von den 19 Fahrern blieben am Ende vier übrig, dieser Gruppe gehörte unter anderem der Mitfavorit Alexander Winokurow an, der jedoch zu diesem Zeitpunkt bereits 18 Minuten Rückstand im Gesamtklassement hatte. Im Sprint setzte sich dann der Australier Simon Gerrans durch, der damit in die erlesene Gruppe jener Fahrer aufstieg, die auf jeder der drei Grand Tours eine Etappe gewinnen konnten. An der Spitze der Gesamtwertung gab es nach dieser Etappe keine Veränderungen.
Auf der 11. Etappe wurde die Ausreißergruppe schon früh eingeholt, auch der anschließende Ausreißversuch von Rémy Di Gregorio war nicht erfolgreich und so wurde die Etappe im Massensprint entschieden. Diesen gewann der US-Amerikaner Tyler Farrar, der damit seinen ersten Etappensieg auf einer Grand Tour feierte, bevor er am nächsten Tag die Vuelta freiwillig verließ. In der Gesamtwertung gab es wieder keine Veränderungen.
Etappe 12 war die erste von drei schweren Bergetappen nach dem zweiten Ruhetag. Hier gewann Ryder Hesjedal aus einer Ausreißergruppe als erster Kanadier überhaupt eine Etappe der Vuelta und sorgte für den zweiten Sieg seines Teams Garmin in Folge. Auch Alexander Winokourow war wie während der 10. Etappe in der Ausreißergruppe, kam aber nicht ins Ziel und musste so sein Comeback vorzeitig beenden. Von den Favoriten machte Robert Gesink den stärksten Eindruck, er brachte wichtige 10 Sekunden Vorsprung auf Valverde ins Ziel und erhielt weitere 8 Sekunden Zeitbonifikation als Etappendritter und festigte somit auch seinen dritten Gesamtrang.
Die 13. Etappe war dominiert von der Soloflucht des Franzosen David Moncoutié, der neben dem Etappensieg auch wichtige Punkte für die Bergwertung sammelte, wodurch er in dieser Wertung nun fast uneinholbar in Führung lag. Valverde erhielt als Etappendritter wieder wichtige Sekunden Zeitbonifikation, von den Favoriten konnte nur Ezequiel Mosquera als Zweiter Zeit auf ihn gutmachen. Der Verlierer des Tages war Cadel Evans, der im Finish einen technischen Defekt hatte, lange auf sein Begleitfahrzeug warten musste und den so entstandenen Rückstand von über einer Minute auf Valverde und Basso nicht mehr aufholen konnte. Somit fiel er in der Gesamtwertung von einem für ihn als guten Zeitfahrer aussichtsreichen 2. Platz auf den 5. Rang zurück. Ein weiterer Verlierer war Tom Danielson, der auf dieser Etappe fast 7 Minuten verlor und somit seine Chancen auf den Gesamtsieg begraben musste. Die 13. Etappe hatte außerdem noch ein Nachspiel für einige Fahrer. Evans erhielt 10 Sekunden Zeitstrafe, weil er sich nach Meinung der Kommissäre bei seiner Aufholjagd zu sehr von seinem Begleitfahrzeug helfen hatte lassen. Mosquera und einige weitere Fahrer erhielten 20 Sekunden Zeitstrafe, weil sie sich unerlaubterweise aus dem Teamfahrzeug verpflegen hatten lassen, obwohl dies auf den letzten 20 Kilometern einer Etappe verboten ist. Am schlimmsten traf es aber wohl die Sprinter, diese kamen in einer über 50 Mann starken Gruppe mit über 39 Minuten Rückstand ins Ziel, was über der Karenzzeit für diese Etappe gewesen wäre. Um zu verhindern, dass all diese Fahrer ausscheiden, erhöhte man die Karenzzeit, als Strafe erhielten jedoch alle diese Fahrer 25 Punkte Abzug in der Punktewertung. Dies schadete insbesondere dem in dieser Wertung Führenden André Greipel, da dadurch sein Vorsprung auf Valverde auf 6 Punkte zusammenschmolz. Allerdings verlor er auch einige seiner stärksten Konkurrenten, da unter anderem Tom Boonen und Óscar Freire die Etappe nicht beenden konnten.
Auf der 14. Etappe feierte Damiano Cunego überlegen seinen zweiten Etappensieg während dieser Vuelta, nachdem er schon die erste Bergetappe der Tour gewonnen hatte. Dabei profitierte er davon, dass er auf der 13. Etappe fast eine halbe Stunde verloren hatte und somit für die Favoriten keine Gefahr mehr darstellte. Bei letzteren sah es einige Kilometer vor dem Ziel so aus, als könnte Valverde abgehängt werden, doch dann trat er noch einmal an und überholte Gesink, Evans und Basso wieder. Er verlor schließlich nur einige Sekunden an Sánchez und Mosquera, festigte aber seine Gesamtführung. Mit dem 5. Etappenrang übernahm er jetzt außerdem auch die Führung in der Punktewertung von Greipel.
Die 15. Etappe wurde nach den anstrengenden Bergetappen von den meisten Fahrern eher zum Ausruhen genutzt, so passierte es, dass eine 13 Mann starke Ausreißergruppe über 20 Minuten Vorsprung herausfuhr und diesen auch ins Ziel brachte. Der Stärkste aus dieser Gruppe war schließlich der Niederländer Lars Boom, der die Etappe gewann. In den Klassements gab es keine Veränderungen, außer dass die Führung in der Teamwertung von Caisse d’Epargne zu Xacobeo Galicia wechselte, da von diesem Team zwei Fahrer in der Ausreißergruppe waren.
Etappe 16 verlief ähnlich wie die vorangegangene, nur dass es diesmal keine Ausreißergruppe gab, sondern Jesús Rosendo eine Soloflucht gelang. Das Hauptfeld ließ ihn zeitweise über 12 Minuten Vorsprung herausfahren, holte ihn jedoch rechtzeitig vor dem Ziel wieder ein. So endete die Etappe in einem Massensprint, den der Favorit André Greipel für sich entschied und sich so das grüne Trikot von Valverde zurückholte. Allerdings war es kurz vor dem Ziel zu einem Sturz gekommen, bei dem unter anderem der Sprinter Wouter Weylandt zu fall kam und sich eine Fraktur am Handgelenk zuzog. In der Gesamtwertung gab es keine Veränderungen.
Die 17. Etappe war nach zwei eher gemächlichen Tagen dann eine der spannendsten der gesamten Vuelta. Fünf Fahrern gelang die Flucht und wenige Kilometer vor dem Ziel sah es noch so aus, als könnten sie eingeholt werden. Doch der Franzose Anthony Roux löste sich auf dem letzten Kilometer von den anderen Ausreißern und rettete nur wenige Meter auf die heranstürmenden Sprinter ins Ziel. Greipel sammelte als Dritter wieder wichtige Punkte für das grüne Trikot, sonst änderte sich nichts in den Wertungen. Während der Etappe kamen einige der in der Gesamtwertung vorne platzierten Fahrer – Gesink, Mosquera, Danielson – zu Sturz, konnten die Etappe aber fortsetzen. Gesink musste nach der Zielankunft sogar am Knie genäht werden, konnte aber das Rennen fortsetzen. Der neuntplatzierte US-Amerikaner Tom Danielson musste dagegen während der darauffolgenden Etappe aufgeben.
Abschnitt 18 war wieder eine Bergetappe. Eine große Gruppe konnte sich absetzen, von der am Ende Roman Kreuziger und Philip Deignan übrig blieben und der Ire hatte letztendlich die stärkeren Beine und gewann die Etappe. Dadurch schob er sich in der Gesamtwertung auf den 9. Platz vor. Ansonsten gab es keine Veränderungen in den Klassements.
Die 19. Etappe war die letzte Bergetappe, wieder gab es eine Ausreißergruppe, diese wurde aber rechtzeitig eingeholt. Aus der Gruppe mit den Favoriten gewann überraschend der in der Gesamtwertungen zehntplatzierte Spanier Juan José Cobo die Etappe. Mit Rang 2 und 3 sicherten sich Valverde und Evans die Zeitbonifikationen. Der Verlierer des Tages war Robert Gesink, der nach seinem Sturz während der 17. Etappe nicht mehr mithalten konnte und über 4 Minuten verlor. Dadurch büßte er seinen zweiten Gesamtrang ein und fiel auf den sechsten Platz zurück.
Etappe 20 war das dritte Einzelzeitfahren während dieser Vuelta und als vorletzter Abschnitt die letzte Chance, Veränderungen in der Gesamtwertung herbeizuführen. In Abwesenheit des Siegers der ersten zwei Zeitfahren, Fabian Cancellara, gewann der schon Zweitplatzierte der 7. Etappe, David Millar, diese Etappe. Valverde reichte ein 7. Platz, um seine Gesamtführung zu verteidigen. Der eigentliche Gewinner dieser Etappe war aber Cadel Evans, der als Etappendritter fast eine Minute auf Basso gutmachte und damit den dritten Gesamtrang von dem Italiener übernahm.
Auf der letzten Etappe nach Madrid gab es traditionellerweise keine Angriffe auf das Gesamtklassement mehr. Das Ziel lag auf einem Rundkurs in der spanischen Hauptstadt. Hier gab es erwartungsgemäß einen Massensprint, den der bereits dreimalige Etappensieger und Träger des grünen Trikots André Greipel für sich entscheiden konnte. Valverde kam mit dem Hauptfeld ins Ziel und feierte den ersten Sieg bei einer Grand Tour in seiner Karriere vor Sánchez und Evans.

### Etappenübersicht
| Etappe     | Typ        | Tag           | Start                | Ziel                       | km         | Etappensieger        | Goldenes Trikot    |
| ---------- | ---------- | ------------- | -------------------- | -------------------------- | ---------- | -------------------- | ------------------ |
| 01. Etappe | EZF        | 29. August    | Assen (NED)          | Assen                      | 004,8      | Fabian Cancellara    | Fabian Cancellara  |
| 02. Etappe |            | 30. August    | Assen                | Emmen (NED)                | 203,7      | Gerald Ciolek        | Fabian Cancellara  |
| 03. Etappe |            | 31. August    | Zutphen (NED)        | Venlo (NED)                | 189,7      | Greg Henderson       | Fabian Cancellara  |
| 04. Etappe |            | 01. September | Venlo                | Lüttich (BEL)              | 225,5      | André Greipel        | Fabian Cancellara  |
|            |            | 02. September | 1. Ruhetag           | 1. Ruhetag                 | 1. Ruhetag | 1. Ruhetag           | Fabian Cancellara  |
| 05. Etappe |            | 03. September | Tarragona            | Vinaròs                    | 174,0      | André Greipel        | André Greipel      |
| 06. Etappe |            | 04. September | Xàtiva               | Xàtiva                     | 176,8      | Borut Božič          | André Greipel      |
| 07. Etappe | EZF        | 05. September | Valencia             | Valencia                   | 030,0      | Fabian Cancellara    | Fabian Cancellara  |
| 08. Etappe | Bergetappe | 06. September | Alzira               | Alto de Aitana             | 204,7      | Damiano Cunego       | Cadel Evans        |
| 09. Etappe | Bergetappe | 07. September | Alcoi                | Xorret de Catí             | 188,8      | Gustavo César Veloso | Alejandro Valverde |
| 10. Etappe |            | 08. September | Alicante             | Murcia                     | 171,2      | Simon Gerrans        | Alejandro Valverde |
| 11. Etappe | Bergetappe | 09. September | Murcia               | Caravaca de la Cruz        | 200,0      | Tyler Farrar         | Alejandro Valverde |
|            |            | 10. September | 2. Ruhetag           | 2. Ruhetag                 | 2. Ruhetag | 2. Ruhetag           | Alejandro Valverde |
| 12. Etappe | Bergetappe | 11. September | Almería              | Alto de Velefique          | 179,3      | Ryder Hesjedal       | Alejandro Valverde |
| 13. Etappe | Bergetappe | 12. September | Berja                | Sierra Nevada              | 172,4      | David Moncoutié      | Alejandro Valverde |
| 14. Etappe | Bergetappe | 13. September | Granada              | Sierra de la Pandera       | 157,0      | Damiano Cunego       | Alejandro Valverde |
| 15. Etappe |            | 14. September | Jaén                 | Córdoba                    | 167,7      | Lars Boom            | Alejandro Valverde |
| 16. Etappe |            | 15. September | Córdoba              | Puertollano                | 170,3      | André Greipel        | Alejandro Valverde |
| 17. Etappe |            | 16. September | Ciudad Real          | Talavera de la Reina       | 165,0      | Anthony Roux         | Alejandro Valverde |
| 18. Etappe | Bergetappe | 17. September | Talavera de la Reina | Ávila                      | 165,0      | Philip Deignan       | Alejandro Valverde |
| 19. Etappe | Bergetappe | 18. September | Ávila                | La Granja de San Ildefonso | 179,8      | Juan José Cobo       | Alejandro Valverde |
| 20. Etappe | EZF        | 19. September | Toledo               | Toledo                     | 027,8      | David Millar         | Alejandro Valverde |
| 21. Etappe |            | 20. September | Rivas-Vaciamadrid    | Madrid                     | 110,2      | André Greipel        | Alejandro Valverde |

### Wertungen im Tourverlauf
Bei der Vuelta a España 2009 gibt es vier verschiedene Wertungstrikots. Das Trikot, das den Gesamtführenden bzw. -sieger des Rennens kennzeichnet ist das Goldene Trikot. Für diese Wertung werden für jeden Fahrer die Zeiten aller gefahrenen Etappen addiert und der Fahrer mit der niedrigsten Zeit erhält das Trikot.
Außerdem gibt es eine Punktewertung, deren Führender ein Grünes Trikot trägt. Um Punkte für dieses Klassement zu erzielen, muss ein Fahrer unter den ersten 15 im Ziel einer Etappe sein. Dort erhält der Erste 25 Punkte, der Zweite 20, der Dritte 16, der Vierte 14, der Fünfte 12, der Sechste 10 und so weiter abgestuft bis zum Fünfzehnten, der noch einen Punkte erhält. Dabei wird nicht – wie z. B. bei der Tour de France, wo es diese Punkte nur bei Flachetappen gibt – zwischen Flach-, Berg- und Zeitfahretappen unterschieden. Dies führt dazu, dass in dieser Wertung auch die Fahrer, die in der Gesamtwertung vorne liegen, eine Chance auf den Sieg haben und nicht nur die Sprinter. Außerdem können noch Punkte bei Zwischensprints während Etappen erzielt werden.
Weiters gibt es ein Rotes Trikot für den Besten der Bergwertung. Punkte für dieses Klassement werden an jene Fahrer vergeben, die als erste über bestimmte Berge bzw. bei Bergankünften als erste ins Ziel kommen. Diese Berge sind in fünf Kategorien unterteilt, die unterschiedlich viele Punkte bringen.
Schließlich gibt es noch die Kombinationswertung, für die ein Weißes Trikot vergeben wird. Für die Reihung in diesem Klassement werden für jeden Fahrer die Platzierungen in den drei vorangegangenen Wertungen addiert und jener Fahrer mit der niedrigsten Punktzahl ist der Führende (Ist ein Fahrer z. B. Führender in Gesamt- und Punktewertung und Fünfter in der Bergwertung, so erhält er für die Kombinationswertung 1+1+5=7 Punkte.). Es werden jedoch nur Fahrer berücksichtigt, die in jeder der drei Wertungen bereits klassiert sind, das heißt sowohl für die Punkte- als auch für die Bergwertung gepunktet haben (z. B. verlor Fabian Cancellara nach der vierten Etappe das weiße Trikot, da in dieser Etappe zum ersten Mal Bergpunkte vergeben wurden aber der Schweizer keine Punkte für die Bergwertung erzielen konnte.).
Außerdem gibt es noch eine Teamwertung. Dafür werden bei jeder Etappe die Zeiten der besten drei Fahrer jedes Teams addiert.
Die rote Rückennummer erhält jener Fahrer, der in der vorangegangenen Etappe den sogenannten Solidaritätssprint gewonnen hat. Außerdem erhält er dafür 125 Euro, der Gesamtsieger in dieser Wertung erhält 2500 Euro.
Weiters erhalten die ersten Drei jeder Etappe (ausgenommen Zeitfahren) eine Zeitbonifikation von 20, 12 bzw. 8 Sekunden für die Gesamtwertung gutgeschrieben.
Die Tabelle zeigt den Führenden in der jeweiligen Wertung nach der jeweiligen Etappe an.
|            | Gesamtwertung      | Punktewertung      | Bergwertung        | Kombinationswertung | Teamwertung       | Rote Rückennummer       |
| ---------- | ------------------ | ------------------ | ------------------ | ------------------- | ----------------- | ----------------------- |
| 01. Etappe | Fabian Cancellara  | Fabian Cancellara  | nicht vergeben     | Fabian Cancellara   | Liquigas          | EZF: nicht vergeben     |
| 02. Etappe | Fabian Cancellara  | Tom Boonen         | Tom Leezer         | Fabian Cancellara   | Liquigas          | Lieuwe Westra           |
| 03. Etappe | Fabian Cancellara  | Tom Boonen         | Tom Leezer         | Fabian Cancellara   | Liquigas          | Lars Boom               |
| 04. Etappe | Fabian Cancellara  | André Greipel      | Lars Boom          | Dominik Roels       | Liquigas          | Javier Ramírez          |
| 05. Etappe | André Greipel      | André Greipel      | Aitor Hernández    | Serafín Martínez    | Liquigas          | Serafín Martínez        |
| 06. Etappe | André Greipel      | André Greipel      | José Antonio López | Serafín Martínez    | Liquigas          | Matthé Pronk            |
| 07. Etappe | Fabian Cancellara  | André Greipel      | José Antonio López | Dominik Roels       | Garmin-Slipstream | EZF: nicht vergeben     |
| 08. Etappe | Cadel Evans        | André Greipel      | David Moncoutié    | Cadel Evans         | Caisse d’Epargne  | Sébastien Hinault       |
| 09. Etappe | Alejandro Valverde | André Greipel      | David Moncoutié    | Cadel Evans         | Caisse d’Epargne  | Gustavo César Veloso    |
| 10. Etappe | Alejandro Valverde | André Greipel      | David de la Fuente | Cadel Evans         | Caisse d’Epargne  | Aitor Pérez             |
| 11. Etappe | Alejandro Valverde | André Greipel      | David Moncoutié    | Cadel Evans         | Caisse d’Epargne  | Serafín Martínez        |
| 12. Etappe | Alejandro Valverde | André Greipel      | David Moncoutié    | Alejandro Valverde  | Caisse d’Epargne  | David García            |
| 13. Etappe | Alejandro Valverde | André Greipel      | David Moncoutié    | Alejandro Valverde  | Caisse d’Epargne  | Koos Moerenhout         |
| 14. Etappe | Alejandro Valverde | Alejandro Valverde | David Moncoutié    | Alejandro Valverde  | Caisse d’Epargne  | Gonzalo Rabuñal         |
| 15. Etappe | Alejandro Valverde | Alejandro Valverde | David Moncoutié    | Alejandro Valverde  | Xacobeo Galicia   | Serafín Martínez        |
| 16. Etappe | Alejandro Valverde | André Greipel      | David Moncoutié    | Alejandro Valverde  | Xacobeo Galicia   | Jesús Rosendo           |
| 17. Etappe | Alejandro Valverde | André Greipel      | David Moncoutié    | Alejandro Valverde  | Xacobeo Galicia   | Francisco José Martínez |
| 18. Etappe | Alejandro Valverde | André Greipel      | David Moncoutié    | Alejandro Valverde  | Xacobeo Galicia   | Philippe Gilbert        |
| 19. Etappe | Alejandro Valverde | André Greipel      | David Moncoutié    | Alejandro Valverde  | Xacobeo Galicia   | Serafín Martínez        |
| 20. Etappe | Alejandro Valverde | André Greipel      | David Moncoutié    | Alejandro Valverde  | Xacobeo Galicia   | EZF: nicht vergeben     |
| 21. Etappe | Alejandro Valverde | André Greipel      | David Moncoutié    | Alejandro Valverde  | Xacobeo Galicia   | Serafín Martínez        |

Wenn ein Fahrer gleichzeitig Führender in zwei oder mehr Wertungen ist, trägt das "unwichtigere" Trikot der jeweils nächstplatzierte, der nicht schon ein anderes Trikot trägt. Die "Wertigkeit" der Trikots entspricht der Reihung der Trikots in der obigen Tabelle von links nach rechts.
- Während der 2. Etappe trug Tyler Farrar als 3. der Punktewertung das Grüne Trikot (der Führende der Wertung, Fabian Cancellara, trug das gelbe und der 2. der Wertung, Tom Boonen, musste das belgische Landesmeistertrikot tragen) und Jens Mouris das Weiße Trikot.
- Während der 2. und 3. Etappe trug Tom Leezer das Rote Trikot, obwohl auf den ersten drei Etappen keine Bergpunkte vergeben worden waren, da er auf der 2. Etappe eine Bergwertung gewonnen hatte.
- Während der 3. Etappe trug Gerald Ciolek das Weiße Trikot.
- Während der 4. Etappe trug Greg Henderson das Weiße Trikot.
- Während der 6. Etappe trug Tyler Farrar wie schon auf der 2. Etappe als 3. der Punktewertung hinter Greipel und Boonen das Grüne Trikot.
- Während der 7. Etappe trug Tom Boonen das Grüne Trikot, da er als belgischer Straßenmeister sein Trikot während des Zeitfahrens nicht tragen durfte.
- Während der 9. Etappe trug Damiano Cunego das Weiße Trikot.
- Während der 13. Etappe trug Cadel Evans das Weiße Trikot.
- Von der 14. bis zur 19. Etappe trug Robert Gesink das Weiße Trikot.
- Während der 15. und 16. Etappe trug André Greipel das Grüne Trikot.
- Während der 20. Etappe trug Ezequiel Mosquera das Weiße Trikot.
- Während der 21. Etappe trug Samuel Sánchez das Weiße Trikot.

### Ausgeschiedene Fahrer
Von den 198 gestarteten Fahrern erreichten 139 das Ziel in Madrid. Die Teams Caisse d’Epargne, Euskaltel, Cofidis und Liquigas beendeten die Vuelta mit allen neun Fahrern.
| Etappe  | Fahrer                   | Team                  | Grund                                                       |
| ------- | ------------------------ | --------------------- | ----------------------------------------------------------- |
| DNF 04. | Charles Wegelius         | Silence-Lotto         | Müdigkeit                                                   |
| DNS 05. | Robert Kišerlovski       | Fuji-Servetto         | Schlüsselbeinbruch bei Massensturz während der 4. Etappe    |
| DNS 05. | Christopher Horner       | Team Astana           | Bruch der linken Hand bei Massensturz während der 4. Etappe |
| DNS 06. | Kim Kirchen              | Team Columbia-HTC     | Magenprobleme                                               |
| DNF 06. | Manuel Ortega            | Andalucía-Cajasur     | unbekannt                                                   |
| DNF 06. | Óscar García-Casarrubios | Contentpolis-AMPO     | unbekannt                                                   |
| DNF 08. | Giovanni Bernaudeau      | Bbox Bouygues Télécom | unbekannt                                                   |
| DNF 08. | Vincent Jérôme           | Bbox Bouygues Télécom | Sturzfolgen                                                 |
| DNF 08. | Andy Schleck             | Team Saxo Bank        | Magenprobleme                                               |
| DNF 09. | Laurent Lefèvre          | Bbox Bouygues Télécom | unbekannt                                                   |
| DNF 09. | Mikel Gaztañaga          | Andalucía-Cajasur     | unbekannt                                                   |
| DNF 09. | Carlos Barredo           | Quick Step            | Magen-Darm-Entzündung                                       |
| DNF 09. | Allan Davis              | Quick Step            | Magen-Darm-Entzündung                                       |
| DNS 10. | Thomas Rohregger         | Team Milram           | Fieber & Sturzfolgen                                        |
| DNF 10. | José Antonio López       | Andalucía-Cajasur     | unbekannt                                                   |
| DNS 11. | Fränk Schleck            | Team Saxo Bank        | Knieoperation                                               |
| DNF 11. | John Gadret              | ag2r La Mondiale      | unbekannt                                                   |
| DNF 11. | Michael Albasini         | Team Columbia-HTC     | unbekannt                                                   |
| DNS 12. | Tyler Farrar             | Garmin-Slipstream     | Vorbereitung auf die Straßen-WM                             |
| DNS 12. | Witalij Buz              | Lampre-N.G.C.         | unbekannt                                                   |
| DNS 12. | Linus Gerdemann          | Team Milram           | Sturzfolgen aus der 10. Etappe                              |
| DNS 12. | Marco Marcato            | Vacansoleil           | unbekannt                                                   |
| DNS 12. | Alberto Fernández        | Xacobeo Galicia       | unbekannt                                                   |
| DNF 12. | José Luis Rubiera        | Team Astana           | unbekannt                                                   |
| DNF 12. | Alexander Winokurow      | Team Astana           | unbekannt                                                   |
| DNF 12. | Pierrick Fédrigo         | Bbox Bouygues Télécom | unbekannt                                                   |
| DNF 12. | Francesco Tomei          | Lampre-N.G.C.         | unbekannt                                                   |
| DNF 12. | Paul Martens             | Rabobank              | Fieber                                                      |
| DNF 13. | Rinaldo Nocentini        | ag2r La Mondiale      | unbekannt                                                   |
| DNF 13. | Franck Bouyer            | Bbox Bouygues Télécom | unbekannt                                                   |
| DNF 13. | Simon Gerrans            | Cervélo TestTeam      | unbekannt                                                   |
| DNF 13. | Dominique Rollin         | Cervélo TestTeam      | unbekannt                                                   |
| DNF 13. | Sébastien Chavanel       | Française des Jeux    | unbekannt                                                   |
| DNF 13. | Eros Capecchi            | Fuji-Servetto         | unbekannt                                                   |
| DNF 13. | Davide Viganò            | Fuji-Servetto         | unbekannt                                                   |
| DNF 13. | Tom Boonen               | Quick Step            | Vorbereitung auf die Straßen-WM                             |
| DNF 13. | Óscar Freire             | Rabobank              | Vorbereitung auf die Straßen-WM                             |
| DNF 13. | Björn Schröder           | Team Milram           | Sturzfolgen aus der 4. Etappe                               |
| DNS 14. | Xavier Tondo             | Andalucía-Cajasur     | unbekannt                                                   |
| DNS 14. | Ignatas Konovalovas      | Cervélo TestTeam      | unbekannt                                                   |
| DNS 14. | Fabian Cancellara        | Team Saxo Bank        | Vorbereitung auf die Straßen-WM                             |
| DNF 14. | Sandy Casar              | Française des Jeux    | unbekannt                                                   |
| DNF 14. | Marco Marzano            | Lampre-N.G.C.         | unbekannt                                                   |
| DNF 15. | Svein Tuft               | Garmin-Slipstream     | Vorbereitung auf die Straßen-WM                             |
| DNS 17. | Damiano Cunego           | Lampre-N.G.C.         | Vorbereitung auf die Straßen-WM                             |
| DNS 17. | Alessandro Ballan        | Lampre-N.G.C.         | Vorbereitung auf die Straßen-WM                             |
| DNS 17. | Wouter Weylandt          | Quick Step            | Kahnbeinbruch bei Sturz während der 16. Etappe              |
| DNS 17. | Stuart O’Grady           | Team Saxo Bank        | unbekannt                                                   |
| DNF 17. | Alexander Efimkin        | ag2r La Mondiale      | unbekannt                                                   |
| DNS 18. | Maxim Iglinski           | Team Astana           | unbekannt                                                   |
| DNS 18. | Ryder Hesjedal           | Garmin-Slipstream     | unbekannt                                                   |
| DNS 18. | Christian Meier          | Garmin-Slipstream     | Todesfall in der Familie                                    |
| DNS 18. | Bert Grabsch             | Team Columbia-HTC     | Vorbereitung auf die Straßen-WM                             |
| DNF 18. | Julien Loubet            | ag2r La Mondiale      | unbekannt                                                   |
| DNF 18. | Tom Danielson            | Garmin-Slipstream     | Sturzfolgen aus der 17. Etappe                              |
| DNF 18. | Gerald Ciolek            | Team Milram           | Erschöpfung                                                 |
| DNF 18. | Bjorn Leukemans          | Vacansoleil           | unbekannt                                                   |
| DNF 19. | Sergio Domínguez         | Contentpolis-AMPO     | Sturzfolgen                                                 |
| DNF 19. | Matteo Tosatto           | Quick Step            | unbekannt                                                   |

DNS (Did not start)
Der Fahrer startete nicht zur angegebenen Etappe
DNF (Did not finish)
Der Fahrer beendete die angegebene Etappe nicht
DSQ (Disqualified)
Der Fahrer wurde disqualifiziert